# Термини (Империја)
Термини је насеље у Италији у округу Империја, региону Лигурија.
Према процени из 2011. у насељу је живело 44 становника. Насеље се налази на надморској висини од 29 м.